# 't Is OK
Chansons représentant les Pays-Bas au Concours Eurovision de la chanson
De mallemolen
(1977) Colorado
(1979)
Singles de Harmony (en)
And I Love You
(1978)
't Is OK (« C'est d'accord ») est une chanson écrite par Toon Gispen, Dick Kooyman, composée par Eddy Ouwens et interprétée par le groupe néerlandais Harmony (en), sortie en 1978 en 45 tours chez Polydor. 
C'est la chanson représentant les Pays-Bas au Concours Eurovision de la chanson 1978.
Harmony a également enregistré la chanson dans une version anglophone sous le titre légèrement changé par rapport à l'original It's Okay.

## À l'Eurovision

### Sélection
Le 22 février 1978, la chanson 't Is OK est sélectionnée au moyen du Nationaal Songfestival 1978, organisée par le radiodiffuseur NOS, pour représenter les Pays-Bas au Concours Eurovision de la chanson 1978 le 22 avril à Paris, en France.

### À Paris
La chanson est intégralement interprétée en néerlandais, langue officielle des Pays-Bas, comme l'impose la règle de 1977 à 1998. L'orchestre est dirigé par Harry van Hoof (nl).
't Is OK est la onzième chanson interprétée lors de la soirée du concours, suivant L'amour ça fait chanter la vie de Jean Vallée pour la Belgique et précédant Sevince de Nilüfer & Nazar pour la Turquie.
À l'issue du vote, elle obtient 37 points, se classant 13e sur 20 chansons,.

## Liste des titres
| A1. | 't Is OK    | Toon Gispen, Dick Kooyman, Eddy Ouwens | 2:34 |
| B1. | Bim Bam Bom | Dick Bakker, Dick Kooyman, Eddy Ouwens | 3:03 |

## Classement

### Classements hebdomadaires
| Classement (1978)             | Meilleure position |
| ----------------------------- | ------------------ |
| Pays-Bas (Nederlandse Top 40) | 29                 |
| Pays-Bas (Single Top 100)     | 18                 |

## Historique de sortie
| Pays        | Titre                | Date | Format   | Label   |
| ----------- | -------------------- | ---- | -------- | ------- |
| Belgique,   | 't Is OK / It's Okay | 1978 | 45 tours | Polydor |
| Pays-Bas,   | 't Is OK / It's Okay | 1978 | 45 tours | Polydor |
| Allemagne   | It's Okay            | 1978 | 45 tours | Polydor |
| Australie   | It's Okay            | 1978 | 45 tours | Polydor |
| Autriche    | It's Okay            | 1978 | 45 tours | Polydor |
| Espagne     | It's Okay            | 1978 | 45 tours | Polydor |
| France      | It's Okay            | 1978 | 45 tours | Polydor |
| Italie      | It's Okay            | 1978 | 45 tours | Polydor |
| Norvège     | It's Okay            | 1978 | 45 tours | Polydor |
| Portugal    | It's Okay            | 1978 | 45 tours | Polydor |
| Royaume-Uni | It's Okay            | 1978 | 45 tours | Polydor |
| Turquie     | It's Okay            | 1978 | 45 tours | Polydor |